# Jack Katz (sociologue)
Jack Katz, né le 16 octobre 1944, est un sociologue américain, professeur émérite à l'université de Californie à Los Angeles. Formé à l'université Northwestern, il est connu pour ses travaux sur la sociologie du droit, de la déviance et du crime, des émotions, et plus largement pour ses réflexions sur l’ethnographie et sur l'induction analytique. Ses travaux sont parfois qualifiés de « post-interactionnistes ».

## Publications
- Katz, Jack. Poor People’s Lawyers in Transition. Rutgers University Press, 1982.
- Katz, Jack. Seductions of crime. Basic Books, 1988.
- Katz, Jack. How emotions work. University of Chicago Press, 1999.